# Investigazione
Una investigazione (più generalmente indagine) indica - in senso generale - una ricerca effettuata in determinati ambiti. Il termine viene utilizzato soprattutto nel diritto, per indicare e riferirsi all'attività della magistratura e della polizia giudiziaria nell'esercizio delle loro funzioni investigative nella prevenzione e repressione del crimine.

## Tipologia
Esistono due tipi di investigazione: 
- preventiva, condotta fuori dal processo penale per esigenze diverse da quelle connesse alla ricostruzione di un fatto che potrebbe risultare criminoso (ne è d'esempio l'elaborazione e analisi di notizie su una persona o su un fenomeno per accertarne la potenziale pericolosità in modo da 'anticipare' la commissione di reati), segnalando alla autorità giudiziaria le eventuali risultanze di fatti criminosi da perseguire di cui eventualmente si venga a conoscenza;

- inquirente, solitamente condotta dalla polizia giudiziaria, all'interno di un'investigazione relativa ad un'istruttoria penale già formalizzata dalla magistratura, al fine di ricostruire il fatto criminoso andando alla ricerca della verità e delle prove che determineranno la colpevolezza dell'autore del reato nell'ambito di un processo penale.

## Attività
Le attività col progresso tecnologico sono solite avvalersi di metodi scientifici e tecnologici oltre che materiali per la raccolta delle informazioni utili. Per poter compiere un'accurata indagine, un investigatore si serve di numerosi atti che si suddividono in:
- atti tipici, ossia tutti quegli atti dei quali l'investigatore deve tenere conto delle disposizioni legislative. Per esempio, in un processo penale, l'escussione dell'indagato deve essere trascritto in un verbale, oppure un'intercettazione. Ancora, se l'investigatore decidesse di compiere una perquisizione sia essa personale che domiciliare, dovrà stendere un verbale poiché vi è una disposizione legislativa che regola l'esecuzione di taluni atti.

- atti atipici o a schema libero, messi in atto dall'investigatore, e sono tutti quegli atti dei quali non vi è una disposizione legislativa che ne regola l'esecuzione, come ad esempio un pedinamento.

Le attività investigative possono essere svolte anche da un avvocato per ricercare ed individuare elementi di prova a favore dei propri assistiti (imputato, persona offesa dal reato, parte civile), personalmente o mediante la collaborazione di altri soggetti come un investigatore privato autorizzato e un consulente tecnico, sia in ambito civile che ambito penale.